# City of Fairfield
City of Fairfield is een Local Government Area (LGA) in Australië in de staat New South Wales in de agglomeratie van Sydney. Anno 2016 telde City of Fairfield telt 198.817 inwoners. De hoofdplaats is Wakely.